# Bematistes pancalis
Bematistes pancalis är en fjärilsart som beskrevs av Jordan 1910. Bematistes pancalis ingår i släktet Bematistes och familjen praktfjärilar. Inga underarter finns listade i Catalogue of Life.